# Мичугин, Фёдор Георгиевич
Фёдор Гео́ргиевич Мичу́гин (2 марта 1899 — 25 октября 1955) — советский военачальник, генерал-лейтенант авиации (29.10.1941), участник гражданской и Великой Отечественной войн, командующий ВВС военных округов.

## Биография
Родился 2 марта 1899 в деревне Ямская Слобода, Новгородской губернии. Русский.
В 1918 году добровольно поступил в Красную армию. Участник Гражданской войны. Член ВКП(б) с 1919 года. В марте 1921 года, затем — командир полка.
С отличием окончил Военную академию им. М. В. Фрунзе и оперативный факультет Военно-воздушной инженерной академии им. Н. Е. Жуковского. Получил звание лётчика-наблюдателя (штурмана). В конце 1929 года Мичугина направляют в г. Новочеркасск, где он стал начальником штаба 44-й эскадрильи 13-й авиабригады лёгких бомбардировщиков. Вскоре, окончив Качинское авиационное училище, Мичугин возглавил эскадрилью. Три года он руководил первыми в стране курсами штурманов легкобомбардировочной авиации. За отличную подготовку кадров был награждён орденом Красной Звезды.
В 1934 году назначен командиром 13-й авиабригады. Имея хорошую теоретическую подготовку, обучал лётчиков личным примером. Бригада комбрига Мичугина стала одной из лучших в ВВС РККА. С мая 1939 года по август 1940 года командующий военно-воздушными силами Среднеазиатского военного округа. 4 июня 1940 года Постановлением СНК СССР № 945 Мичугину присвоено воинское звание генерал-майор авиации.
С сентября 1940 года по август 1941 года Мичугин командующий военно-воздушными силами Одесского военного округа, на этом посту его застала Великая Отечественная война. По настоянию начальника штаба ОдВО генерала Захарова М. В. авиация ОдВО была рассредоточена по оперативным аэродромам. Мичугин сильно возражал, но после получения письменного приказания вынужден был подчиниться. За несколько дней до начала войны самолёты были перебазированы на полевые аэродромы и замаскированы, что намного сократило потери. Мичугин был один из немногих командующих ВВС прифронтового военного округа, которого не расстреляли за потерю авиации в начале войны. В дальнейшем Одесский военный округ вошёл в состав в Южного фронта. Около четырёх месяцев лётчики Мичугина уничтожали немецкие войска на подступах к Одессе и другим городам на южном направлении. За это Мичугин был удостоен первого ордена Красного Знамени.
С августа 1941 года по март 1942 года командующий ВВС Западного фронта Мичугин отличился во время битвы за Москву, когда он в самый трудный период (с 16 августа по 25 декабря 1941 года) войска фронта при взаимодействии с авиацией сорвали планы гитлеровского командования и 5-6 декабря перешли в контрнаступление, отбросив врага от столицы на 100—250 км. Действия авиации Западного фронта получили высокую оценку Главнокомандующего. Мичугин был награждён вторым орденом Красного Знамени, а 29 октября 1941 года ему присвоили внеочередное звание генерал-лейтенант авиации.
С марта по август 1942 года командующий 1-й ударной авиационной группой резерва Верховного Главнокомандующего принимает участие в боевых действиях на Волховском фронте.
С августа 1942 года по июль 1943 года Мичугин вновь назначен командующим ВВС Среднеазиатского военного округа.
С июля 1943 года по май 1944 года командир 113-й бомбардировочной авиационной дивизии 15-й воздушной армии, которая в июле — августе 1943 года участвовала в Орловской стратегической наступательной операции. В сентябре 1943 года поддерживала войска фронта в Брянской наступательной операции. В октябре 1943 года дивизия вместе с 15-й ВА была передана в состав Прибалтийского (с 20 октября — 2-го Прибалтийского) фронта. Поддерживала наступление его войск на витебско-полоцком направлении, в ходе Ленинградско-Новгородской, Старорусско-Новоржевской, Режицко-Двинской и Рижской наступательных операций, затем участвовала в разгроме соединений южного фланга группы армий «Север», содействовала успешному форсированию реки Великая.
С 5 мая 1944 года по 15 июня 1946 года начальник отдела боевой подготовки штаба ВВС Дальневосточного фронта. На этом посту многое сделал для организации боевых авиачастей на Дальнем Востоке. 
С октября 1946 года в отставке по болезни.
Жил в Москве.
Умер 25 октября 1955 года, похоронен в Москве на Ваганьковском кладбище.

## Награды
- орден Ленина (21.02.1945)
- три ордена Красного Знамени (20.10.1941, 5.11.1941, 3.11.1944)
- орден Красной звезды (18.08.1933)
- Медали СССР:
  - «За оборону Москвы»
  - «За Победу над Германией в Великой Отечественной войне 1941—1945 гг.»
  - «20 лет Рабоче-Крестьянской Красной Армии»
  - «В память 800-летия Москвы»

## Воинские звания
- полковник (13.12.1935);
- комбриг (22.02.1938);
- генерал-майор авиации (4.06.1940);
- генерал-лейтенант авиации (29.10.1941).